# Religia în Letonia
Religia în Letonia (2011)
     Luterani (34,3%)
     Romano-catolici (25,1%)
     Ortodocși și ortodocși de rit vechi (19,4%)
     Alți creștini (1,2%)
     Persoane de altă religie sau fără religie (20%)

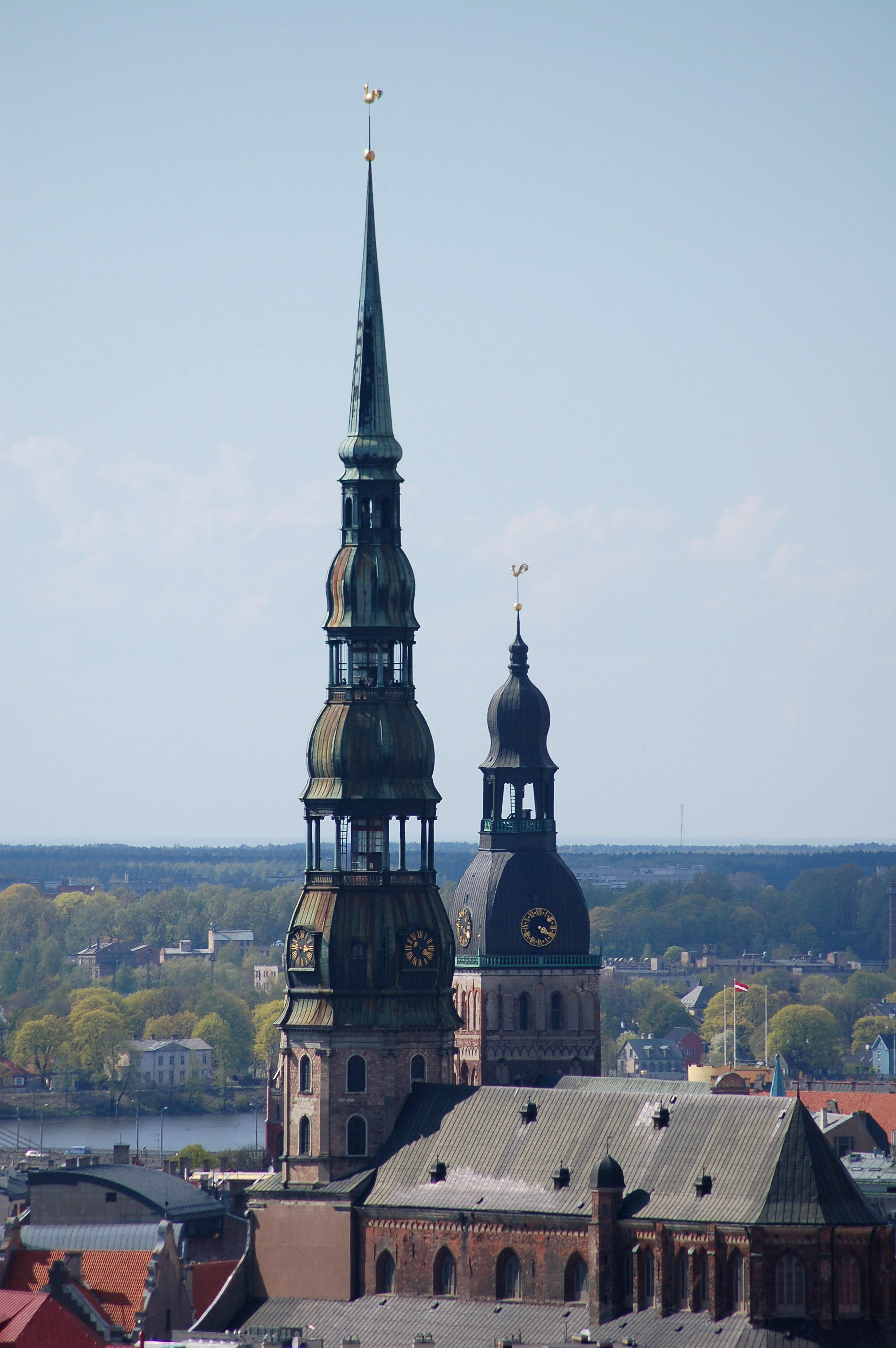
Biserica Sf. Petru din Riga

Principala religie practicată în mod tradițional în Letonia este creștinismul. Luteranismul este principala confesiune creștină din rândul etnicilor letoni datorită legăturilor istorice strânse cu țările nordice și cu nordul Germaniei, în timp ce romano-catolicismul este mai răspândit în estul Letoniei (Latgale) datorită influenței poloneze. Biserica Ortodoxă Letonă este cea de-a treia denominațiune creștină din Letonia ca număr de aderenți, aceștia provenind în special din rândul minorității vorbitoare de limba rusă.

## Istoric
Letonia a fost una dintre ultimele regiuni din Europa ce au fost creștinate. Locuitorii regiunii, ce formează astăzi statul Letonia, au practicat inițial păgânismul finic și mitologia baltică, dar această practică s-a diminuat gradual de-a lungul secolelor. În secolele al XII-lea și al XIII-lea Letonia a căzut pentru prima dată sub influența Bisericii Romano-Catolice, ca urmare a faptului că regii creștini din Danemarca, Suedia și Livonia nord-germană, ca și cavalerii teutoni, s-au luptat pentru stăpânirea regiunii în războaiele ce au devenit cunoscute mai târziu sub numele de Cruciadele Nordice.
Porțiuni din estul Letoniei (în special principatele Koknese și Jersika) au intrat în scurt timp sub influența conducătorilor vikingi din dinastia Rurik, care adoptaseră creștinismul ortodox încă din secolul al XII-lea. După ce Letonia a căzut sub dominația Ordinului Livonian în secolul al XIII-lea, influența Bisericii Ortodoxe s-a estompat până în secolul al XIX-lea.
În ciuda creștinării, populația autohtonă din mediul rural și-a menținut credința păgână timp de mai multe secole, practicile păgâne supraviețuind în Letonia până în secolul al XVII-lea. Ca și restul sărbătorilor tradiționale, Crăciunul (Ziemassvētki) și Paștele (Lieldienas) din Letonia păstrează încă în mare măsură rădăcini păgâne.
În timpul Reformei Protestante învățăturile luterane din nordul Germaniei și din Scandinavia au schimbat complet peisajul religios din țară și doar zona Latgale a rămas catolică în cele din urmă, datorită influenței polono-lituaniene. Din cauza politicii ateiste de stat din timpul perioadei sovietice și a tendinței europene generale de secularizare un procent tot mai mare de letoni pretinde că nu practică nici o religie.

## Religia în Letonia în prezent
Biserica Evanghelică Luterană din Letonia are 708.773 membri. Biserica Romano-Catolică are 430.000 de membri în Letonia. Din punct de vedere istoric, părțile centrale și de vest ale țării au fost predominant protestante, în timp ce partea de est – în special regiunea Latgale – a fost predominant catolică, deși catolicii există astăzi și în Riga și alte orașe datorită migrației din Latgale. Luteranii erau majoritari până la cel de-al Doilea Război Mondial, dar regimul comunist a slăbit luteranismul mult mai mult decât catolicismul, iar astăzi luteranii sunt doar puțin mai numeroși decât catolicii. Biserica Ortodoxă Letonă este semi-autonomă și are 370.000 de membri. Ortodoxia predomină în rândul populației letone vorbitoare de limba rusă.
În anul 2011 populația evreiască din Letonia a fost de 416 persoane; trăiau acolo, de asemenea, 146 de hinduși și câteva sute de musulmani. O organizație neopăgână modernă este Dievturība.
Biserica Reformată din Letonia este o denominațiune creștină reformată redusă numeric cu doar două congregații în Riga.
În anul 2011, Ministerul Justiției avea în evidențe 1145 de congregații. Acestea erau: luterane (294), romano-catolice (250), ortodoxe (122), baptiste (94), ortodoxe de rit vechi (69), penticostale (52), adventistă de Ziua a Șaptea (51), evanghelice (39), Noua Generație (18), musulmane (17), Martorii lui Iehova (15), evreiești (13), metodiste (12), apostolice noi (11), Hare Krishna (11), Dievturi (10), budiste (4), Biserica lui Isus Hristos a Sfinților din Zilele din Urmă (mormonii) (4) și alte 18 congregații. În anul 2003, guvernul a înregistrat, de asemenea, organizația Oamenii de Știință Creștini ca o congregație religioasă recunoscută de stat.
În 2011, bisericile din Letonia au furnizat Ministerului Justiției următoarele estimări de membri:
| Aderenți                    | Număr   |
| --------------------------- | ------- |
| Luterani                    | 708.773 |
| Roman-catolici              | 500.000 |
| Ortodocși                   | 370.000 |
| Ortodocși de rit vechi      | 34.517  |
| Baptiști                    | 6.930   |
| Adventiști de Ziua a Șaptea | 4.046   |
| Penticostali                | 3.268   |
| Evanghelici                 | 3.171   |
| Noua Generație              | 3.020   |
| Noi apostolici              | 1.268   |
| Sfinții din Ziua din Urmă   | 852     |
| Metodiști                   | 751     |
| Dievturi                    | 663     |
| Luterani de Augsburg        | 581     |
| Armata Salvării             | 462     |
| Evrei                       | 416     |
| Musulmani                   | 319     |
| Luterani germani            | 308     |
| Martori ai lui Iehova       | 290     |
| Vechi apostolici            | 287     |
| Budiști                     | 155     |
| Vaișnaviști                 | 146     |
| Reformați                   | 145     |